# محمد بن يوسف بن هود
أبو عبد الله محمد بن يوسف بن هود الجذامي لقبه المتوكل على الله، ويعرف ابن هود، (توفي عام 1237)، ظهر في مرسية بالأندلس، وخرج على سلطان دولة الموحدين التي كانت تحكم الأندلس، وأعلن تبعيته للدولة العباسية، غير أن دولته لم يطل أمدها سوى تسع سنين وبضعه أشهر.

## نسبه
هو محمد بن يوسف بن محمد بن عبد العظيم بن أحمد المستعين بالله بن يوسف المؤتمن بالله بن أحمد المقتدر بالله بن سليمان المستعين بالله بن محمد بن هود الجذامي، سليل الاسرة الشهيرة بالاندلس بنو هود وهم من قبيلة جذام من قحطان، واسرة هود من السلالات الحاكمة الشهيرة بالاندلس زمن ملوك الطوائف وكانت تحكم سرقسطة ولاردة والشمال الشرقي من الاندلس المعروف بالثغر الاعلى .

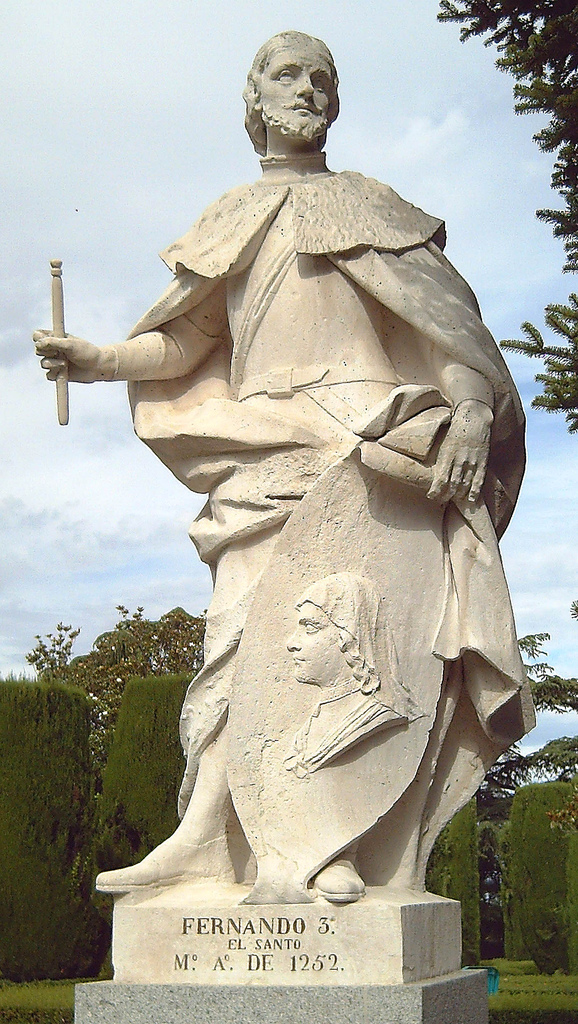
فرناندو الثالث ملك قشتالة والخصم الأول لمحمد بن يوسف بن هود

## ابن هود سلطان الاندلس الجديد
قال أبي الوليد بن الحاج، قال : لما قضى الله تعالى بهلاك الموحدين بالأندلس، وذلك أنهم ابتلوا بالصلاح في الظاهر، والأعمال الفاسدة في الباطن، فأبغضهم الناس بغضا شديدا، وتربصوا بهم الدوائر، إلى أن لمع نجم ابن هود في سنة 625 هـ بشرق الأندلس فقام الناس كلهم بدعوته، وتعصبوا معه، وقاتلوا الموحدين في البلدان، وحصروهم في القلاع، وقهروهم، وقتلوا فيهم، ونصر على الموحدين، وخلصت الأندلس كلها له، وفرح الناس به فرحا عظيما، فلما تمهد أمره أنشأ غزوة للفرنج على مدينة ماردة بغرب الأندلس، واستدعى الناس من الأقطار، فانتدب الخلق له بجد واجتهاد وخلوص نية المرتزقة والمطوعة .
واجتمع عليه أهل الأندلس كلهم، ولم يبق إلا من حبسه العذر، فدخل بهم إلى الإفرنج، فلما تراءى الجمعان وقعت الهزيمة على المسلمين أقبح هزيمة فإنا لله وإنا إليه راجعون، وكانت تلك الأرض مديسة بماء وعزق تسمرت فيها الخيل إلى آباطها، وهلك الخلق، وأتبعهم الفرنج بالقتل والأسر ولم يبق إلا القليل، ورجع ابن هود في أسوأ حال إلى إشبيلية ، فنعوذ به من سوء المنقلب، فلم تبق بقعة من الأندلس إلا وفيها البكاء والصياح العظيم والحزن الطويل، فكانت إحدى هلكات الأندلس، فمقت الناس ابن هود، وصاروا يسمونه «المحروم» .
ولم يقدر أن يفعل مع الفرنج كبير فعل قط إلا مرة أخذ لهم غنما كثيرة جدا، ثم قام عليه شعيب بن هلالة بلبلة ، فصالح ابن هود الأدفوش ملك القشتاليين على محاصرة لبلة ومعاونته على أن يعطيه قرطبة ، واتفقا على ذلك، وقال له : لا يسوغ أن يدخلها الفرنج على البديهة، وإنما تهمل أمرها، وتخليها من حرس، ووجه أنت الفرنج يتعلقون بأسوارها بالليل ويغدرون بها، ففعلوا كذلك . ووجه ابن هود إلى واليه بقرطبة فأعلمه بذلك، وأمره بضياعها من حيز الشرقية فجاء الفرنج، فوجدوه خاليا، فجعلوا السلالم واستووا على السور فلا حول ولا قوة إلا بالله .
وكانت قرطبة مدينتين : إحداهما الشرقية والأخرى المدينة العظمى، فقامت الصيحة والناس في صلاة الفجر، فركب الجند وقالوا للوالي : اخرج بنا للملتقى، فقال : اصبروا حتى يضحى النهار، فلما أضحى ركب وخرج معهم، فلما أشرف على الفرنج قال : ارجعوا حتى ألبس سلاحي ! فرجع بهم وهم يصدقونه، وذا أمر قد دبر بليل، فدخل الفرنج على أثرهم، وانتشروا، وهرب الناس إلى البلد، وقتل خلق من الشيوخ والولدان والنسوان، ونهب للناس ما لا يحصى .
وانحصرت المدينة العظمى بالخلق فحاصرهم الفرنج شهورا، وقاتلوهم أشد القتال، وعدم أهلها الأقوات، ومات خلق كثير جوعا، ثم اتفق رأيهم مع أدفونش لعنه الله على أن يسلموها ويخرجوا بأمتعتهم كلها، ففعل، ووفى لهم ووصلهم إلى مأمنهم في سنة 634 هـ .
قلت : ولم يمتع بعدها ابن هود بل أخذه الله في سنة 635 هـ فكانت دولته تسعة أعوام وتسعة أشهر وتسعة أيام، وهلك بالمرية جهز عليه من غمه وهو نائم، وحمل إلى مرسية فدفن هناك، ولم يمت حتى قوي أمر الموحدين وقام بعده محمد بن يوسف بن نصر بن الأحمر، ودام الملك في ذريته.
وفي 1238، قـُتـِل في المرية، فانهارت مملكته. وظل أبناؤه يحكمون اشبيلية ومرسية حتى 1248 أو 1266، حين سقطت المدينتان في أيدي تاج قشتالة .

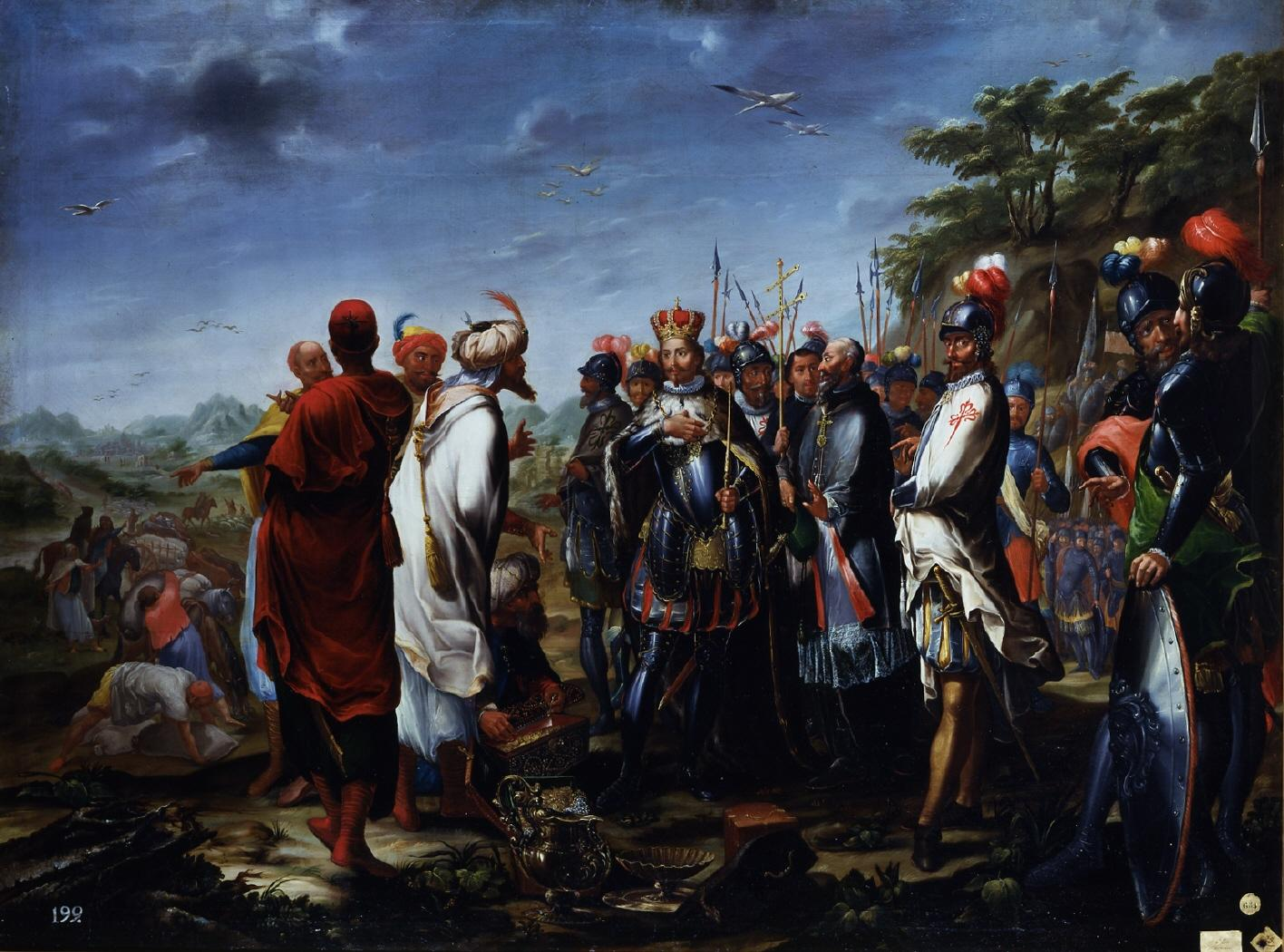
سفارة مُحمَّد المتوكل بن هود إلى فرناندو الثالث ملك قشتالة.

## ثورة ابن هود على الموحدين وحلم ملك الاندلس
ثار محمد بن يوسف هود بالصخيرات وهي منطقة قريبة من مرسية بعد فشـل دولة الموحدين واختلاف أمراء بلنسية وذلك عندما مات يوسف المستنصر سلطان الموحدين سنة 620 هـ . وبايع الموحدون بمراكش عمه عبد الواحد المخلوع بن أمير المؤمنين يوسف. وثار عبد الله العادل ابن أخيـه المنصـور بمرسية ودخل في طاعة صاحب جيان عبد الله بن أبي حفص وخالفهمـا فـي ذلـك السيـد أبـو زيـد أخوه ابن محمد بن أبي حفص. وتفاقمت الفتنة وأستظهر كل علـى أمـره بالطاغيـة فرناندو الثالث ملك قشتالةونزلـوا لـه عن كثير من الثغور والحصون. وقلقت من ذلك ضمائر هل الأندلس فتصدر محمد بن يوسف بن هـود للثـورة وهـو مـن أحفاد بني هود من ملوك الطوائف وكان يؤمل لها النجاح. حتى حاربة أمراء الموحدون في الأندلس عدة مرات، فخرج إليهم في نفر من الأجناد سنة 625 هـ وجهز إليه والي مرسية السيد أبو العباس بن أبي عمران موسى بن يوسف بن عبد المؤمن جيشا فهزمهم. وزحف إلى مرسية فدخلها واعتقل السيد أبو العباس وخطب للخليفة المستنصر بالله العباسي صاحب بغداد. وزحـف إليـه أبـو زيـد بـن محمـد بـن أبـي حفـص بـن عبد المؤمن من شاطبة وكـان واليـه بهـا، فهزمه ابن هود ورجع إلى شاطبة واستجاش أبو زيد والي شاطبة بإدريس المأمون الموحدي وهو بإشبيلية فخـرج فـي العساكـر ولقيه ابن هود فانهزم ابن هود وأتبعه المأمون إلى مرسية فحاصره مدة وامتنعت عليه فأقلع عنه ورجع إلى إشبيليه. ثم انتقض على السيد أبي زيد الموحدي ببلنسية زيان بن مدافع بن حجاج بن سعد بن مردنيـش ( وبنو مردنيش من الأسر العريقة بالأندلس ) وخـرج عنـه إلـى أبدة وذلـك سنـة 626 هـ. وكان بنو مردنيش هؤلاء أهل عصبة وأولي بأس ونفوذ في شرق الأندلس . فتوقع أبو زيد اختلال أمره وبعـث إليـه ولاطفـه فـي الرجـوع فامتنـع فخـرج أبـو زيـد الموحدي مـن بلنسية ولحـق بملك برشلونة ودخـل في دين النصرانية. وبايع أهل شاطبة لابن هود. ثم تابعه أهل جزيرة شقر بتأييد من ولاتها بنو عزيز بن يوسف عم زيان بن مدافع الجذامى. ثم بايعه أهل جيان وأهل قرطبة ثم تسمى بأمير المسلمين وبايعه أهل إشبيلية عند رحيل السلطان الموحدي إدريس المأمون عنها إلى مراكش وولى عليهم أخاه، ولكن ثار عليه زيان بن مدافع الجذامى وكانت بينهم حروب انهزم فيها زيان سنة 629 هـ . وحاصره ابن هود ببلنسية ثم أقلع. ثم لقي ابن هود بملك قشتالة فرناندو الثالث ملك قشتالة عند ماردة فانهزم ابن هود والمسلمين . ولم تزل غزواته مترددة في بلاد انصارى كل سنة وحربه معهم سجالا وملك النصارى تسقط بيده الثغور والقواعدالاندلسية تباعا . ثـم استولـى ابـن هـود علـى الجزيرة الخضراء وجبل الفتح فرضتي المجاز على سبتة من يد السيد أبـي عمـران موسـى لمـا انتقـض على أخيه المأمون ونازله بسبتة فبايع هو لابن هود وأمكنه منها. ثم ثار بهـا اليناشتـي . ثـم بويـع للسلطـان محمـد بـن يوسـف بـن نصـر سنـة 629 هـ بأرجونـة ودخلـت قرطبـة فـي طاعتـه ثـم قرمونة . ثـم انتقض أهل إشبيلية وأخرجوا سالم بن هود وبايعـوا لابـن مـروان أحمد بن محمد الباجي وجهز عسكرا للقاء ابن الأحمر فانهزموا وأسر قائده. ثم اتفق الباجـي مـع ابـن الأحمـر علـى قتال ابـن هـود. وتصالـح ابن هـود مع ملك قشتالة على دفع ألـف دينـار فـي كـل يـوم. ثـم أصبحت قرطبـة إلـى ابن هود وزحف لقتال الباجي وابن الأحمر ثم انهزم أمامهم ونزل ابـن الأحمـر جوار إشبيليـة. ثـم غـدر بالباجـي وقتلـه، ثم زحف سالم بن هود والي اشبيلة لمحمد بن هود، ووصل خطـاب الخليفـة المستنصـر العباسـي إلـى محمد بن يوسف بن هـود يوليه بلاد الاندلس سنـة 631 هـ . وجاء وفد الخليفة العباسي بالراية والخلع والعهد ولقبـه المتوكـل. وقـدم عليـه بذلـك فـي غرناطة في يوم مشهود وبايع له ابن الأحمر. وعندما غدر ابن الأحمر بالباجي فر من إشبيلية شعيب بن صمد إلى البلد فاعتصم بها وتسمى المعتصم فحاصـره ابـن هـود وأخذهـا مـن يـده. ثـم خـرج الإفرنج من كل جهة ونازلوا ثغور المسلمين وأحاطوا بهـم وانتهـت مدنهم علـى الثغـور إلـى سبع. ثم حاصر فرناندو الثالث ملك قشتالة مدينة قرطبة وغلب عليها سنة 633 هـ وبايـع أهـل إشبيليـة لعبد الواحد الرشيد مـن بنـي عبـد المؤمـن. ثم زحف ابن الأحمر إلى غرناطة وملكها وبويع للرشيد سنة 637 هـ .

## وفاته
بعد أن ضاقت الاندلس بمحمد بن هود أتجه إلى وزيرة أبو محمد بن عبد الله بن محمـد بن عبد الملك الأموي الرميمي وكان في المرية جنوب الاندلس وكان ابن هود يدعوه ذو الوزارتين وتولى الرميمي المرية فلـم يـزل بهـا حتى قدم عليـه ابن هود سنـة 635 هـ واستقر عنده، ثم هلك بالحمام ودفن بمرسية ويقال أن وزيرة الرميمي قتلـه.

## وصلات خارجية
- المعرفة
- محمد بن يوسف بن هود
- تاريخ بن خلدون